# Lotus 20

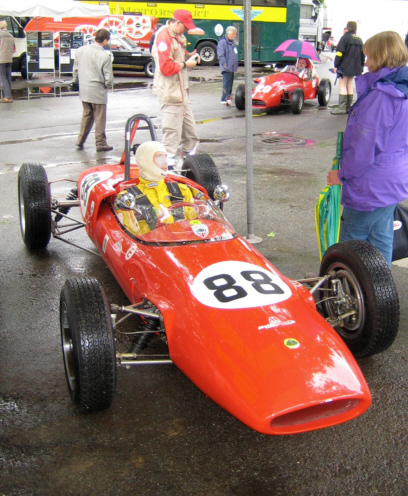
Lotus 20.

El Lotus 20 era un coche de la Formula Junior construido por el equipo Lotus para la temporada de 1962 como sucesor del Lotus 18.
El chasis estaba cubierto por fibra de vidrio. Tenía una suspensión doble en horquilla, pero la trasera tenía la horqulla más baja y un eje de transmisión de longitud fija y en consecuencia usado como un enlace alto. Originalmente tenía frenos de tambor Alfin en las cuatro ruedas, que pronto fueron actualizados a discos de freno en la parte delantera y en la parte trasera frenos de tambor interiores. Equipado como standart con el motor Ford MAE y con una caja de cambios Renault Dauphine o Hewland VW modificada.
Comparado con el Lotus 18, el 20 tenía un área de frontal mucho más reducida y un centro de gravedad más bajo, ayudado por el hecho de que la posición de conducción estaba más reclinada por lo que el piloto estaba casi tumbado, comparado con la posición más incorporada del Lotus 18

## Lotus 20B
El 20B era el mismo que el 20, pero con barra de balanceo y frenos internos de tambor en la parte trasera. Ocasionalmente, los Lotus 20B corrían con otros motores, como el Lotus Twin Cam, y por consiguiente no consiguió en la Fórmula Junior, pero si en otras series como la Tasman